# Johann Octavian Salver
Johann Octavian Salver (né le 19 mai 1732 à Wurtzbourg, mort le 23 avril 1788) est un historien allemand, principalement généalogiste.

## Biographie
Il est issu du troisième mariage de Johann Salver (de), graveur. Il étudie le droit et l'histoire, notamment l'héraldique, mais il cesse ses études parce qu'il manque d'argent. Plus tard, il s'occupe de la collection de monnaies et de médailles du prince-évêque Franz Ludwig von Erthal. Son œuvre majeure est publiée en 1775 avec 300 gravures de Johann Christian et Johann Oswald Berndt.
Il travaille entre autres sur la généalogie et les armoiries des chevaliers du canton de Baunach et les épitaphes des évêques et des chanoines de Wurtzbourg.

## Source de la traduction
- (de) Cet article est partiellement ou en totalité issu de l’article de Wikipédia en allemand intitulé « Johann Octavian Salver » (voir la liste des auteurs).
- (de) Rudolf Bergau (de), « Salver, Johann Octavian », dans Allgemeine Deutsche Biographie (ADB), vol. 30, Leipzig, Duncker & Humblot, 1890, p. 285-286